# Euploea boisduvalii
Euploea boisduvalii är en fjärilsart som beskrevs av Lucas 1853. Euploea boisduvalii ingår i släktet Euploea och familjen praktfjärilar. Inga underarter finns listade i Catalogue of Life.